# Râul Vălășeasa
Râul Vălășeasa este un curs de apă, afluent al râului Mijlociul. 